# تيمو غوتشالك
تيمو غوتشالك (بالألمانية: Timo Gottschalk)‏ هو مهندس ألماني، ولد في 28 أغسطس 1974 في نويروبين في ألمانيا.